# Coach New York
Coach New York, comunemente nota come Coach, è una casa di moda di lusso americana specializzata in borse, valigie, accessori in pelle e prêt-à-porter. Fondata nel 1941, Coach concede in licenza il proprio nome e marchio a Luxottica per gli occhiali e a Interparfums con sede a Parigi per le fragranze. Stuart Vevers è il direttore creativo esecutivo da giugno 2013.
Nel 2000 è stata quotata al NYSE e nel 2011 alla Borsa di Hong Kong. È la principale filiale di Tapestry, Inc., precedentemente nota come Coach, Inc.

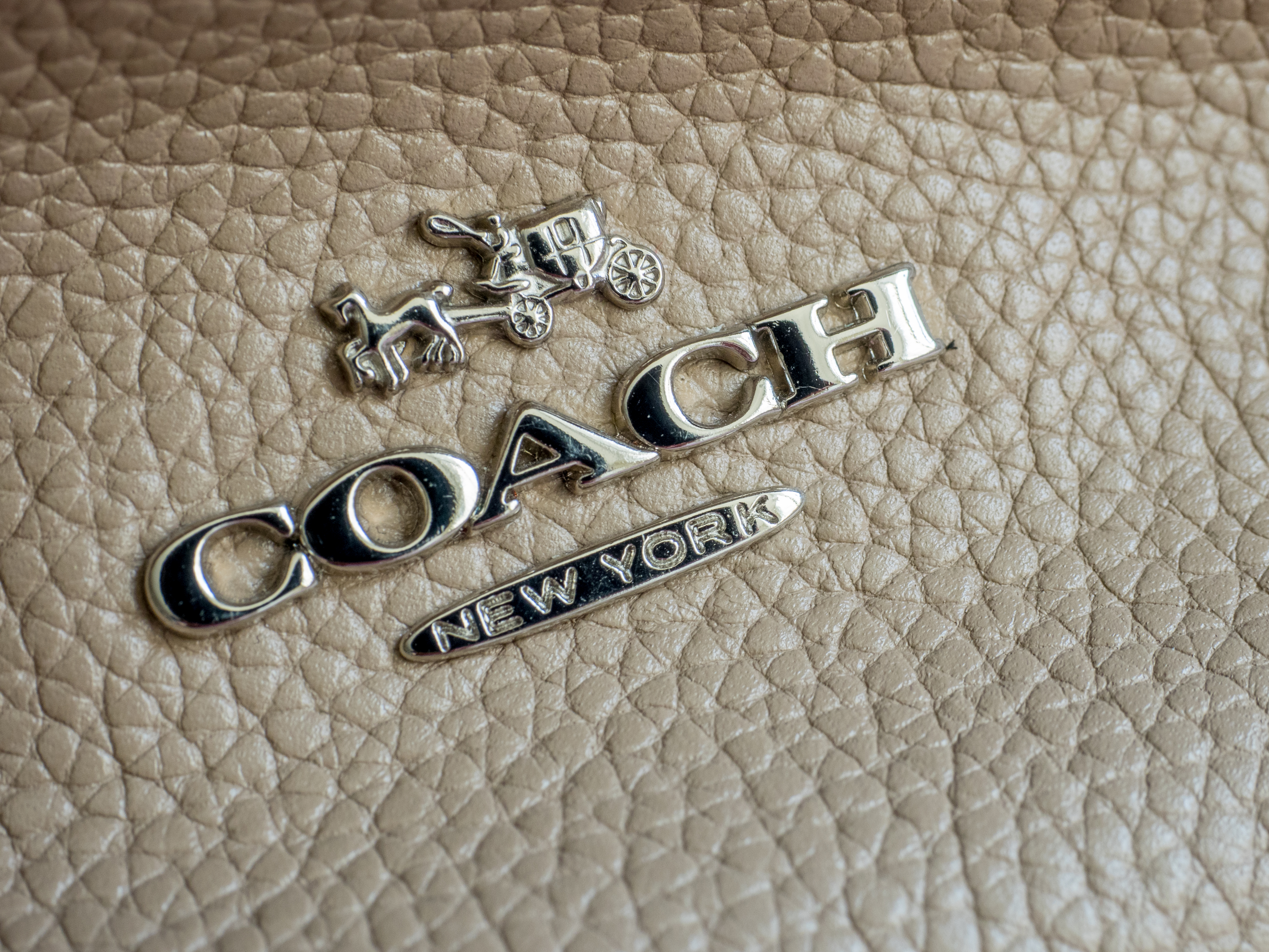
Il logo di Coach sui prodotti

## Storia

### 1941–1985
Coach è stata fondata nel 1941 come laboratorio a conduzione familiare in un loft sulla 34esima Strada a Manhattan, con sei pellettieri che realizzavano portafogli e portamonete a mano.  Nel 1946, Miles Cahn (1921–2017) e sua moglie Lillian (1923–2013) entrarono a far parte dell'azienda.  Miles e Lillian Cahn erano proprietari di un'azienda di produzione di borse in pelle ed erano ben informati sulla lavorazione della pelle e sugli affari.
Nel 1950 Miles Cahn prese la guida dell'azienda. Durante i primi anni, Cahn notò le proprietà e le qualità distintive della pelle utilizzata per realizzare i guanti da baseball. Con l'usura e l'uso, la pelle dei guanti diventa più morbida ed elastica. Tentando di imitare questo processo, Cahn sviluppò un processo per rendere la pelle più forte, più morbida e più flessibile. Poiché la pelle assorbe molto bene la tintura, questo processo crea anche un colore più ricco e profondo.
Subito dopo che Cahn ebbe sviluppato questo nuovo processo, Lillian Cahn suggerì al marito di integrare l'attività di accessori da uomo con borse in pelle da donna. Le "robuste borse in pelle di vacchetta furono un successo immediato". Miles e Lillian Cahn acquistarono l'azienda tramite un buyout con leva finanziaria nel 1961.

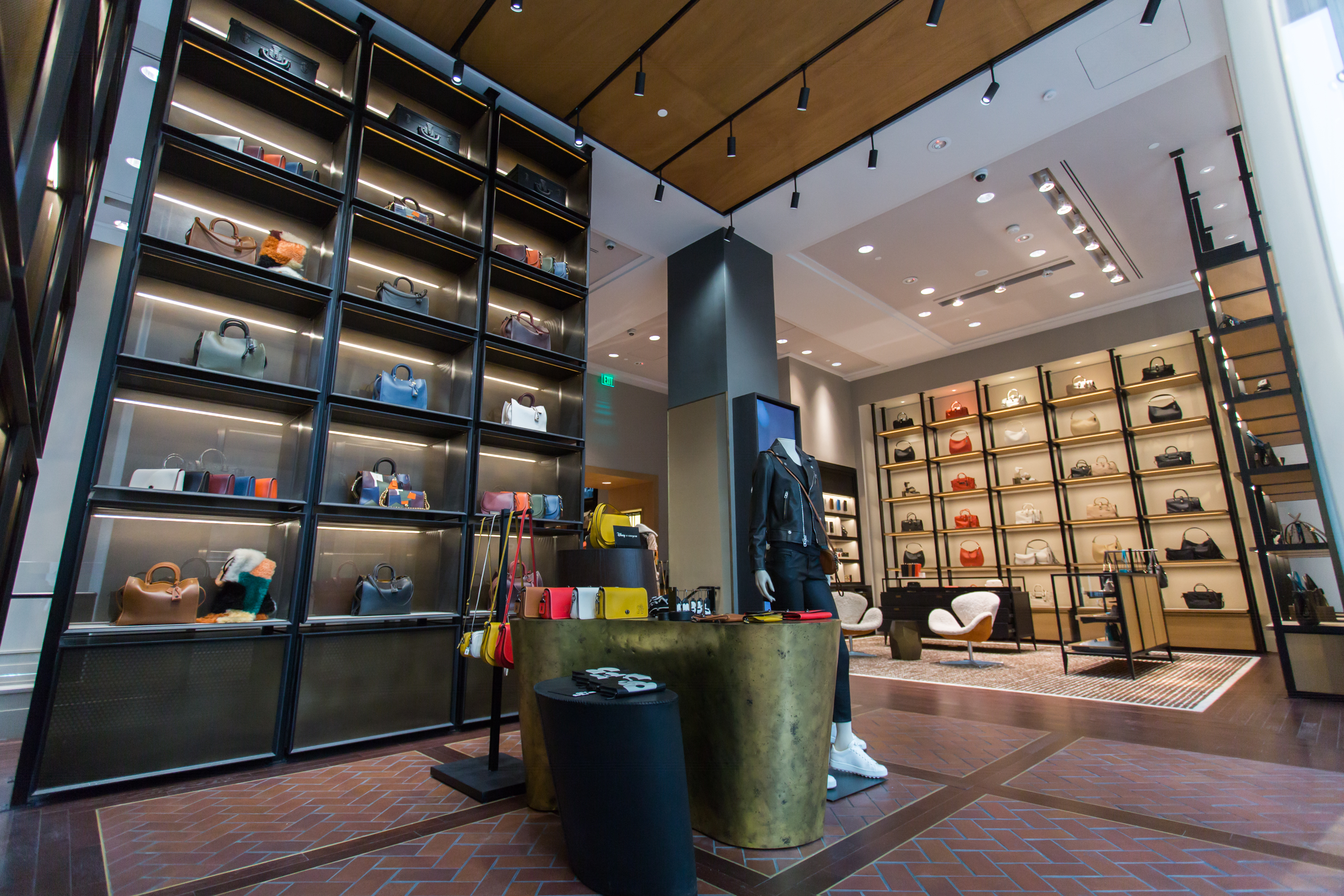
Negozio Coach a San Francisco in 190 Post St

Nel 1961, Cahn assunse Bonnie Cashin, una pioniera dell'abbigliamento sportivo, per disegnare borse per Coach.  Cashin "rivoluzionò il design del prodotto", lavorando come capo creativo per Coach dal 1962 al 1974. Cashin istituì l'inclusione di tasche laterali, portamonete e colori più brillanti (in contrasto con le solite tonalità di marrone e abbronza) nei prodotti. Cashin disegnò scarpe, penne, portachiavi e occhiali coordinati, e aggiunse hardware sia ai suoi vestiti che agli accessori - in particolare la levetta argentata che divenne il segno distintivo del Coach - dichiarando di essere stata ispirata dal ricordo di una rapida allacciatura del tettuccio della sua auto sportiva decappottabile.

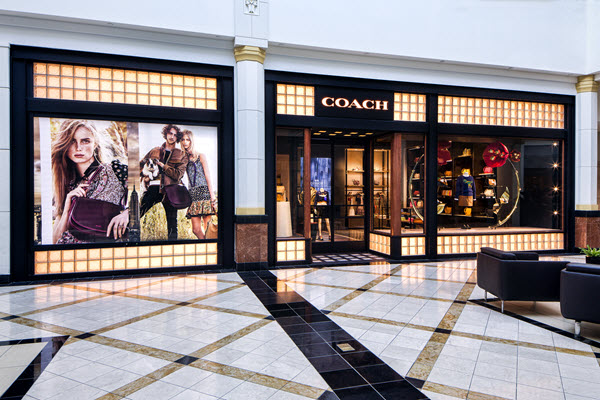
King of Prussia Mall, Pennsylvania

Richard Rose entrò a far parte di Coach nel 1965 facendo di Coach un nome familiare dopo aver distribuito il prodotto nei grandi magazzini negli Stati Uniti e all'estero.
Nel 1979, Lewis Frankfort entrò in azienda come vicepresidente dello sviluppo aziendale. Durante questo periodo, Coach guadagnava 6 milioni di dollari di vendite e i prodotti venivano distribuiti attraverso il canale all'ingrosso nazionale, principalmente negli Stati Uniti nordorientali. Rose, allora vicepresidente esecutivo delle vendite, fece da mentore a Frankfort, prima di lasciare l'azienda nel 1995.
Nel 1981 Coach aprì il suo primo punto vendita gestito direttamente in Madison Avenue a Midtown Manhattan.

### 1985: vendita a Sara Lee
Nel 1985, i Cahn vendettero Coach Leatherware a Sara Lee Corporation per una cifra stimata di 30 milioni di dollari, avendo deciso di "dedicare più tempo al loro crescente allevamento di capre e all'attività di produzione di formaggio chiamata Coach Farm a Gallatinville, New York, che iniziarono nel 1983". Lew Frankfort succedette a Cahn come presidente.
Sara Lee strutturò Coach sotto come una filiale del Gruppo Hanes. All'inizio del 1986, l'azienda aprì nuove boutique nei negozi Macy's a New York e San Francisco. Altri negozi Coach erano in costruzione e boutique simili sarebbero state aperte in altri importanti grandi magazzini nello stesso anno. Nel novembre 1986, l'azienda gestiva 12 negozi, insieme a quasi 50 boutique all'interno di grandi magazzini più grandi.
Sara Lee Corporation si liberò di Coach, vendendo il 19,5% delle proprie azioni di Coach all'IPO di Coach nell'ottobre 2000, seguita nell'aprile 2001, con la distribuzione delle azioni rimanenti agli azionisti di Sara Lee tramite un'offerta di scambio.

### 1996: Reed Krakoff guida la progettazione
Nel 1996, Lew Frankfort è stato nominato presidente e amministratore delegato di Coach. L'anno successivo, sotto la guida di Frankfort, Coach assunse Reed Krakoff, il cui istinto creativo e commerciale mirava a rendere i prodotti Coach funzionali, leggeri ed eleganti. Il design di Krakoff ha trasformato Coach dall'azienda relativamente piccola che era nel 1985 nel marchio conosciuto in tutto il mondo che è oggi.
Il 1 giugno 2000, la società ha cambiato nome in Coach, Inc.

### 2013-presente
Nel febbraio 2013, Coach ha nominato Victor Luis presidente e direttore commerciale e ha annunciato che sarebbe diventato amministratore delegato nel gennaio 2014, con Lew Frankfort che avrebbe continuato come presidente esecutivo.  Nel 2013, Coach ha generato vendite per 5 miliardi di dollari e ha gestito circa 1.000 sedi gestite direttamente in tutto il mondo, tra cui Nord America, Giappone, Cina, Singapore, Taiwan, Malaysia, Corea ed Europa.
Nel 2014, la società ha annunciato Stuart Vevers come nuovo direttore creativo esecutivo, in sostituzione di Reed Krakoff. Nel corso del 2014, l'azienda ha anche annunciato che Lew Frankfort si sarebbe ritirato dalla carica di presidente esecutivo alla scadenza del suo mandato nel novembre 2014.
Nel gennaio 2015, Coach acquisì il produttore di scarpe Stuart Weitzman per un massimo di 574 milioni di dollari in contanti.  Nello stesso anno, Coach lanciò anche Coach 1941, "una nuova linea più costosa incentrata sul prêt-à-porter".  Coach ha festeggiato il suo 75º anniversario nel 2016 con l'annuncio della sua partnership con Selena Gomez.
Nel luglio 2017, Coach ha acquistato Kate Spade per 2,4 miliardi di dollari.  Il 10 ottobre 2017, Victor Luis (CEO) ha annunciato che il 31 ottobre Coach Inc sarebbe stata rinominata Tapestry Inc. Il simbolo del ticker della società sul NYSE è cambiato da COH a TPR a partire dal 31 ottobre 2017.
Dal 2019, Coach ha eliminato l'uso della pelliccia dalla sua collezione. Nel settembre 2019, l'azienda ha nominato Jide J. Zeitlin, presidente del consiglio di amministrazione, nuovo CEO di Tapestry, Inc., in sostituzione dell'ex amministratore delegato Victor Luis. Zeitlin si è dimesso nel luglio 2020, a seguito di accuse di cattiva condotta personale.
Nel 2019 è stato annunciato che un carro raffigurante la mascotte della casa di Coach, Rexy il dinosauro, sarebbe stato presentato alla parata del Giorno del Ringraziamento di Macy, rendendolo il primo marchio di moda di lusso ad avere un carro nella parata.
Nel novembre 2019, Jennifer Lopez è diventata il nuovo volto globale dell'azienda. Nel 2019, Coach conta 986 negozi in tutto il mondo.
Nel 2020, Coach è stato nuovamente ristrutturato. Come molti brand durante la pandemia di COVID-19, Coach ha iniziato a concentrarsi sulla sua piattaforma digitale. Nel 2021 ha festeggiato il suo 80º anniversario.